# Tres ratones ciegos y otras historias
Tres ratones ciegos y otras historias (Título original en inglés: Three Blind Mice and Other Stories) es un libro de la escritora británica Agatha Christie, publicado originalmente en Estados Unidos por Dodd, Mead and Company en 1950. En España fue publicado por Editorial Molino en 1957. El libro nunca ha sido publicado en Reino Unido. Las posteriores colecciones Pudding de Navidad (1960), Primeros casos de Poirot (1974), Últimos casos de Miss Marple y otras dos historias (1979) y Problem at Pollensa Bay and Other Stories (1997) vuelven a recoger todos los relatos contenidos en esta colección excepto, precisamente, el que le da título (que, no obstante, sí fue publicado en la revista británica Woman's Own en 1948).
El libro está compuesto por 9 relatos cortos. Incluye historias de sus dos detectives más famosos, Hércules Poirot y Miss Marple.

## Argumento
La primera de estas pequeñas historias, que da nombre al libro, es aquella que fue transformada en la famosa pieza teatral La Ratonera o en inglés, The Mousetrap, en cartelera hace más de 50 años en Londres. En este primer cuento, un grupo de personas termina presa e incomunicada, en una pensión, a causa de una gran nevada. El problema es que entre ellos hay un asesino a que, en su primer crimen, deja caer del bolso un papel con la dirección de aquella pensión. Es una historia bastante interesante, ya que la caracterización de cada personaje hace dudar al espectador de su inocencia.
Los demás cuentos tampoco dejan nada que desear. En ellos podemos encontrar a Miss Marple, Hércules Poirot y otros investigadores creados por la “Reina del Crimen”.

## Versiones de cine
- Walt Disney llevó esta obra literaria en un corto de Silly Symphony titulada Three Blind Mouseketeers estrenada en 1936, donde se combina la historia con la de Los tres mosqueteros.
- Aparecieron en la franquicia de Shrek como personajes secundarios pero donde tuvieron más participación fue en las dos primeras películas, son tres ratones ciegos albinos y con gafas de sol con acento británico y son parte del grupo de amigos de Shrek.

## Títulos de las historias
Los títulos de los relatos son:
- Tres ratones ciegos (Three Blind Mice)

- Una broma extraña (Strange Jest)

- El crimen de la cinta métrica (The Tape-Measure Murder)

- El caso de la doncella perfecta (The Case of the Perfect Maid)

- El caso de la vieja guardiana (The Case of the Caretaker)

- El tercer piso (The Third Floor Flat)

- Las aventura de Johnnie Waverly (The Adventure of Johnny Waverly)

- La tarta de moras (Four-and-Twenty Blackbirds)

- Detectives aficionados (The Love Detectives)